# جولی فیشر
جولی فیشر (انگلیسی: Joely Fisher؛ زادهٔ ۲۹ اکتبر ۱۹۶۷) یک هنرپیشه اهل ایالات متحده آمریکا است.
او در فیلم آجیل مخلوط، هر کاری خواهم کرد، باهوش زیبا، باشگاه کوگر و قبایل پالوس وردس بازی کرده‌است.